# 安德羅波夫區

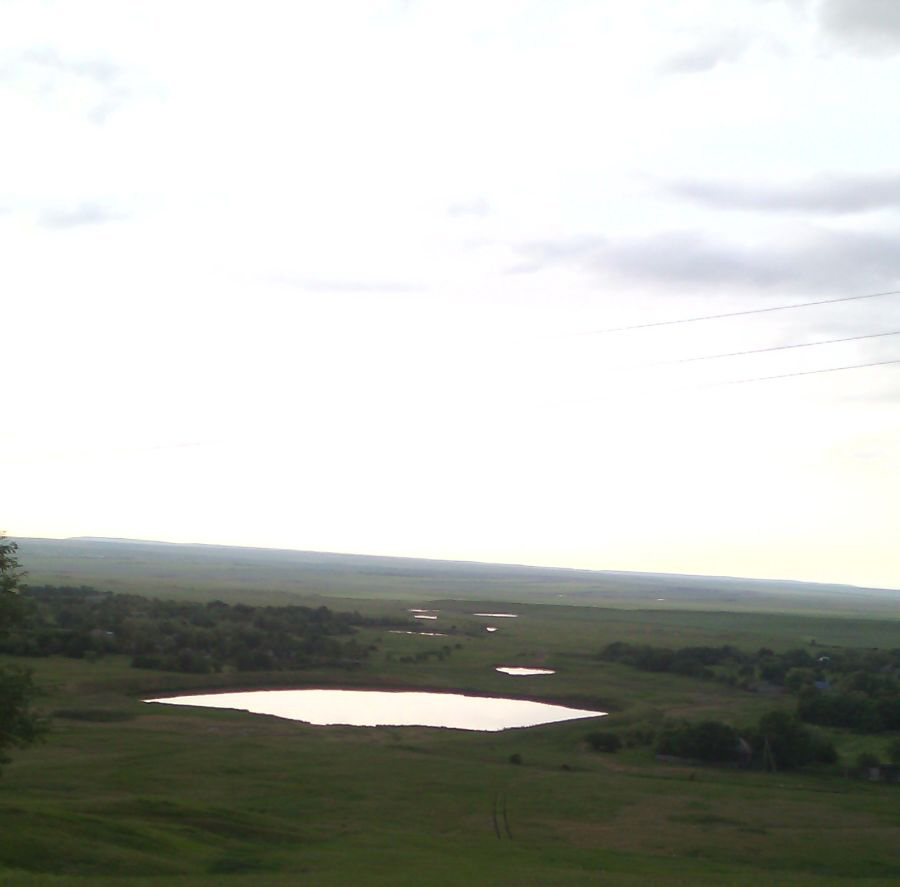

44°28′N 42°30′E / 44.467°N 42.500°E
安德羅波夫區（俄语：Андроповский район），是俄羅斯的一個區，位於該國西南部，由斯塔夫羅波爾邊疆區負責管轄，面積2,388平方公里，2010年人口35,437，人口密度每平方公里14.84人。